# Жалаули (Кегенський район)
Жалаули́ (каз. Жалаулы) — село у складі Кегенського району Алматинської області Казахстану. Входить до складу Узинбулацького сільського округу.
Населення — 605 осіб (2021; 810 у 2009, 883 у 1999, 882 у 1989).